# Szent arkangyalok fatemplom (Borsa)
A borsai Szent arkangyalok fatemplom műemlékké nyilvánított épület Romániában, Máramaros megyében. A romániai műemlékek jegyzékében az  MM-II-m-A-04527 sorszámon szerepel.